# Duncan-Halbinsel
Die Duncan-Halbinsel ist eine eisbedeckte Halbinsel vor der Bakutis-Küste des westantarktischen Marie-Byrd-Lands. Sie bildet den östlichen Teil der vorgelagerten Carney-Insel.
Der United States Geological Survey kartierte die Halbinsel anhand von Luftaufnahmen der United States Navy, die im Januar 1947 bei der Operation Highjump (1946–1947) entstanden. Das Advisory Committee on Antarctic Names benannte sie 1967 nach Admiral Donald B. Duncan (1896–1975), Stellvertreter von Admiral Robert Carney als Leiter der Marineoperationen während des Internationalen Geophysikalischen Jahres (1957–1958).